# Variable Gamma Doradus
Les variables Gamma Doradus són una classe d'estels variables que mostren variacions en la seva lluminositat a causa de pulsacions no radials de la seva superfície. Són estels habitualment joves amb tipus espectrals F-primerencs o A-tardans. En el diagrama de Hertzsprung-Russell se situen en la seqüència principal o lleugerament per sobre de la mateixa. Típicament tenen períodes fotomètrics múltiples que van de 0,3 a 3 dies, exhibint corbes de llum sinusoidals amb amplituds compreses entre diverses mil·limagnituds i petits percentatges de la lluentor habitual de l'estel.
Aquesta és una classe relativament nova d'estels variables, sent caracteritzats per primera volta en la segona meitat de la dècada de 1990. Es coneixen unes 56 variables pertanyents a aquesta classe. Continuen investigant-se els detalls de les causes físiques subjacents que provoquen les variacions.
Gamma Doradus, prototip del grup, dona nom a la classe. V398 Aurigae, QW Puppis, IR Draconis i NZ Pegasi són diversos brillants exemples de variables Gamma Doradus.